# Dinastia Qi Settentrionale

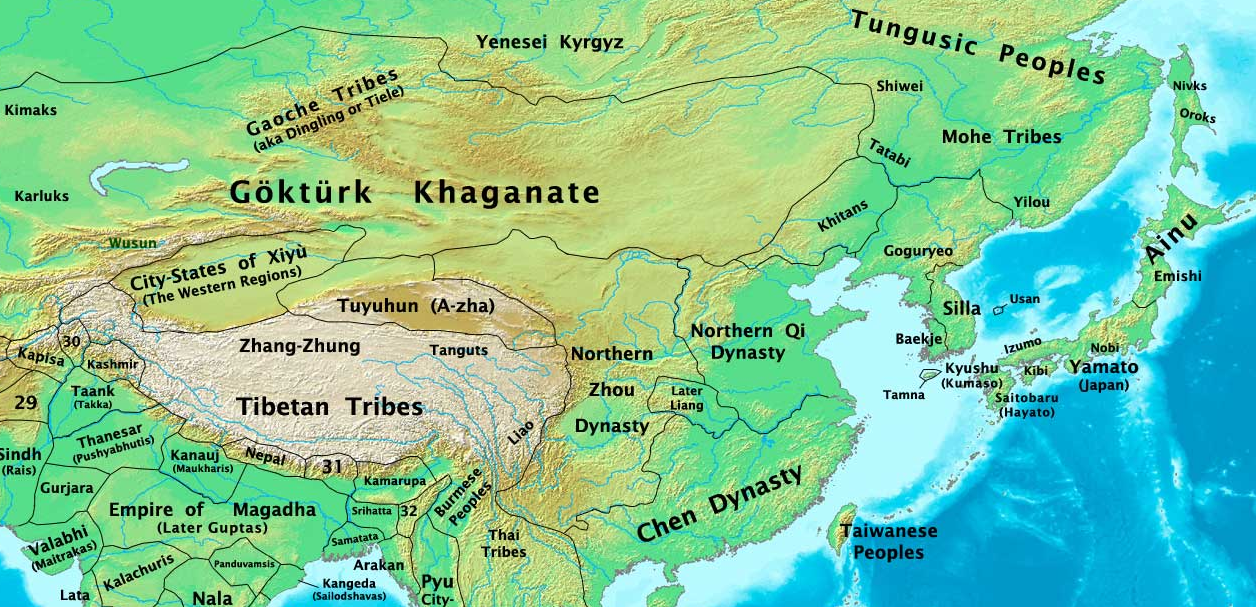
China e stati confinanti verso il 565 d.C.

La dinastia Qi Settentrionale (北齊T, 北齐S, Běi QíP), regnò sulla Cina del nord-est dal 550 al 577, durante il periodo delle Dinastie del Nord e del Sud, anche detto periodo delle Sei Dinastie. Fu preceduta dalla dinastia Wei Orientale (Dong Wei) e seguita dalla dinastia Zhou del Nord (Bei Zhou), che riunificò la Cina settentrionale.

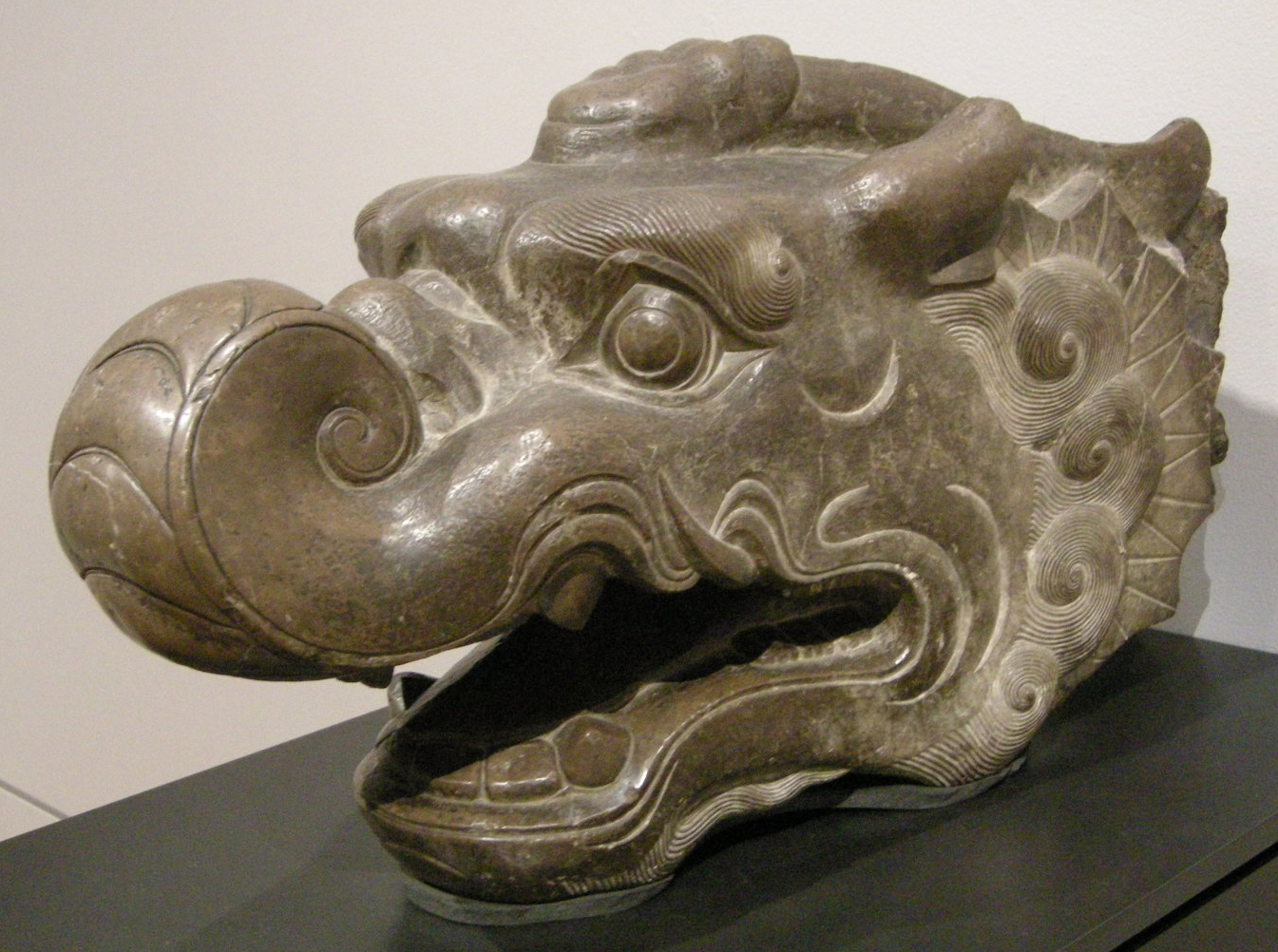
Testa di Makara, arte del periodo Qi Settentrionale

## Sovrani della dinastia Qi del nord
1. Wen Xuan Di (Gao Yang) (551-559)
2. Fei Di (Gao Yin) (559-560)
3. Xiao Zhao Di (Gao Yan) (560-561)
4. Wu Cheng Di (Gao Zhan) (561-565)
5. Hou Zhu (Gao Wei) (565-576)
6. You Zhu (Gao Heng) (576-577)

Alla morte di You Zhu, nel 577, la Cina settentrionale venne riunificata dall'imperatore Wu Di della dinastia Zhou del Nord (Bei Zhou).

## Cronologia politica del periodo
| « Tre Regni » 220-280 : 60 anni                                 | « Tre Regni » 220-280 : 60 anni                         |
| --------------------------------------------------------------- | ------------------------------------------------------- |
| Cina del Nord : Cao Wei a Luoyang                               | Cina del Sud-Ovest: Shu Cina del Sud-Est : Wu           |
| Breve riunificazione : Dinastia Jìn a Luoyang 265-316 : 51 anni |                                                         |
| Nuova frammentazione                                            |                                                         |
| al Nord : «Sedici regni» : 304-439 : 135 anni                   | al Sud : Dinastia Jin orientale: 317-420 : 103 anni     |
| « Dinastie del Nord »                                           | « Dinastie del Sud »                                    |
| Dinastia Wei settentrionale: 386-534 : 148 anni                 | Dinastia Liu Song 420-479 : 59 anni                     |
| Dinastia Wei dell'Est: 534-550 : 16 anni                        | Dinastia Qi o Qi del Sud 479-502 : 23 anni              |
| Dinastia Wei dell'Ovest: 535-556 : 21 anni                      | Dinastia Liang : 502-557 : 55 anni                      |
| Dinastia Qi del Nord: 550-577 : 27 anni                         | Liang posteriore o Liang meridionale: 555-587 : 32 anni |
| Dinastia Zhou del Nord: 557-581 : 24 anni                       | Dinastia Chen: 557-589 : 32 anni                        |

## Le Arti sotto i Qi settentrionali
Questo periodo per le arti, fu determinante per la storia dell'arte cinese. 

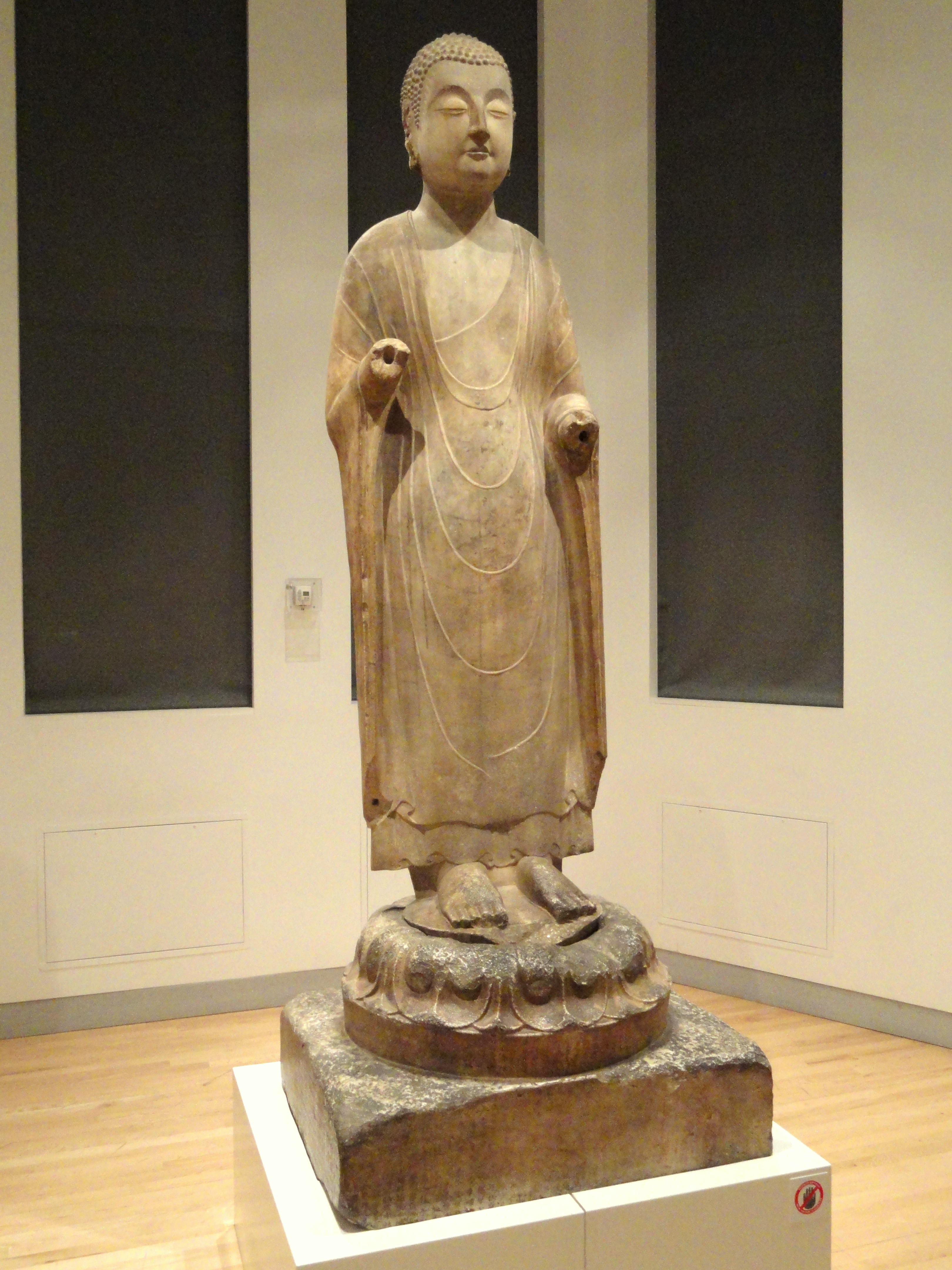
Buddha Amitabha. Shanxi, verso 575-590. Marmo. Esposizione al Royal Ontario Museum, novembre 2011.
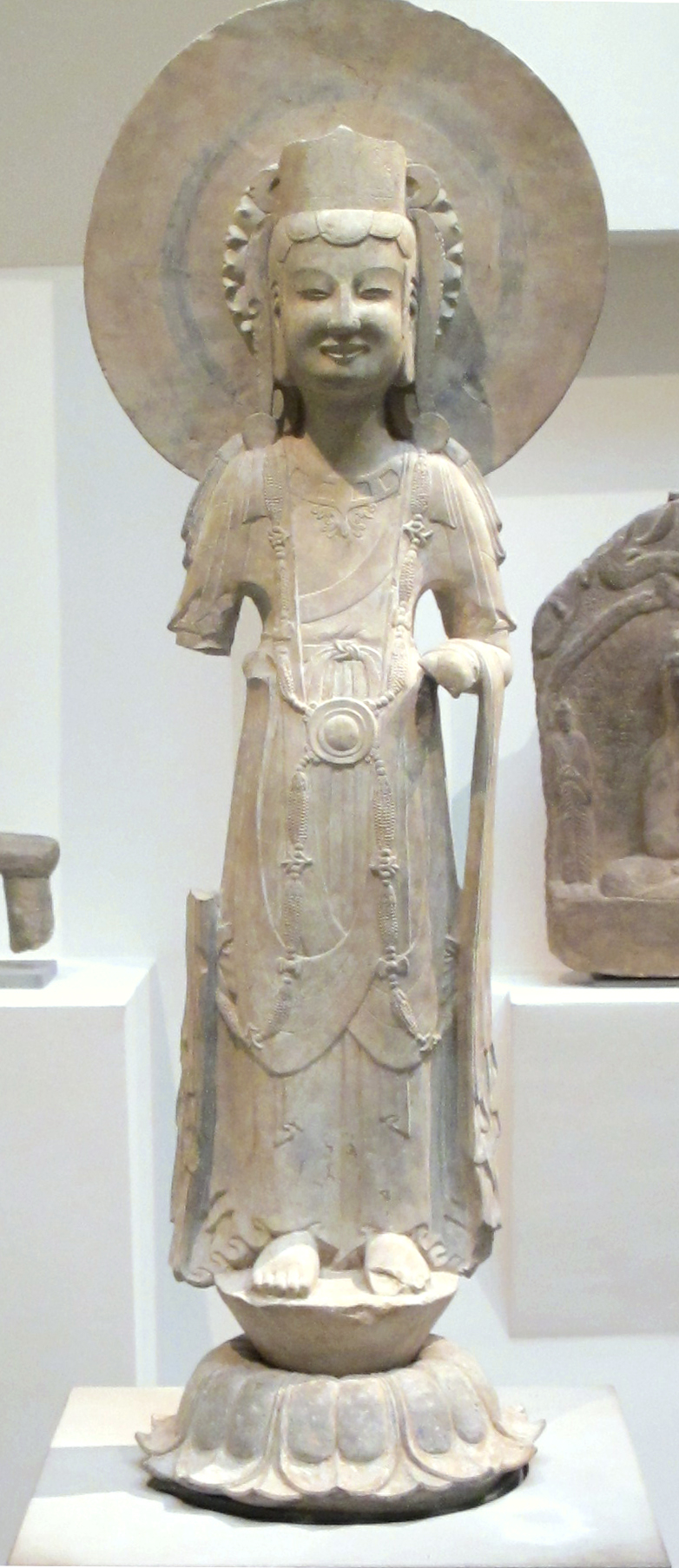
Bodhisattva. Cina del Nord, VI° sec. Périodo Wei orientale (534-550) e Qi settentrionale (550-577). Statua di calcare grigio. Museo Guimet, Parigi.
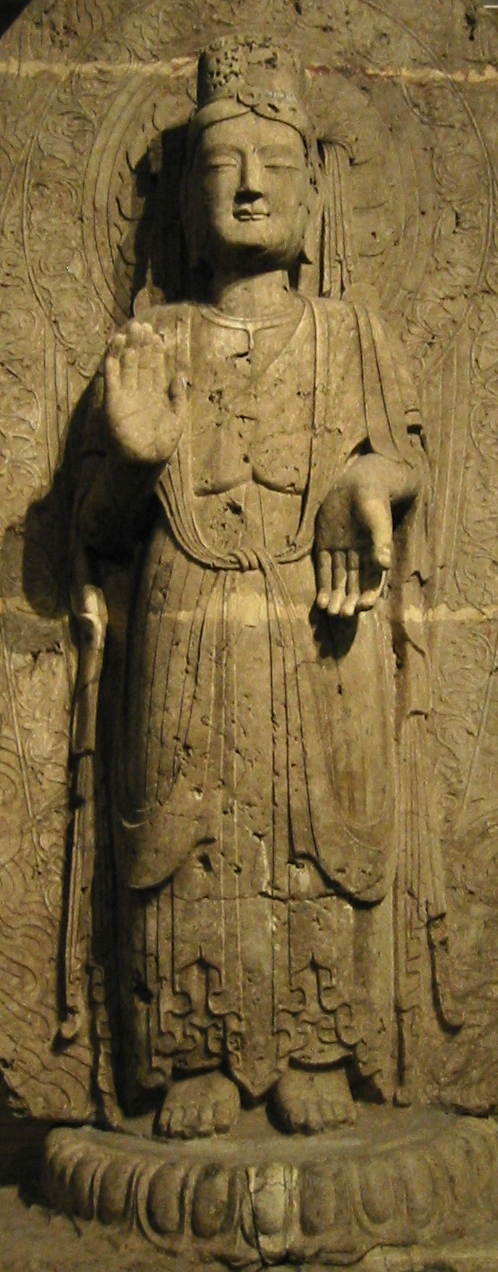
Bodhisattva. Shanxi, datato 552. Museo nazionale di Tokyo.
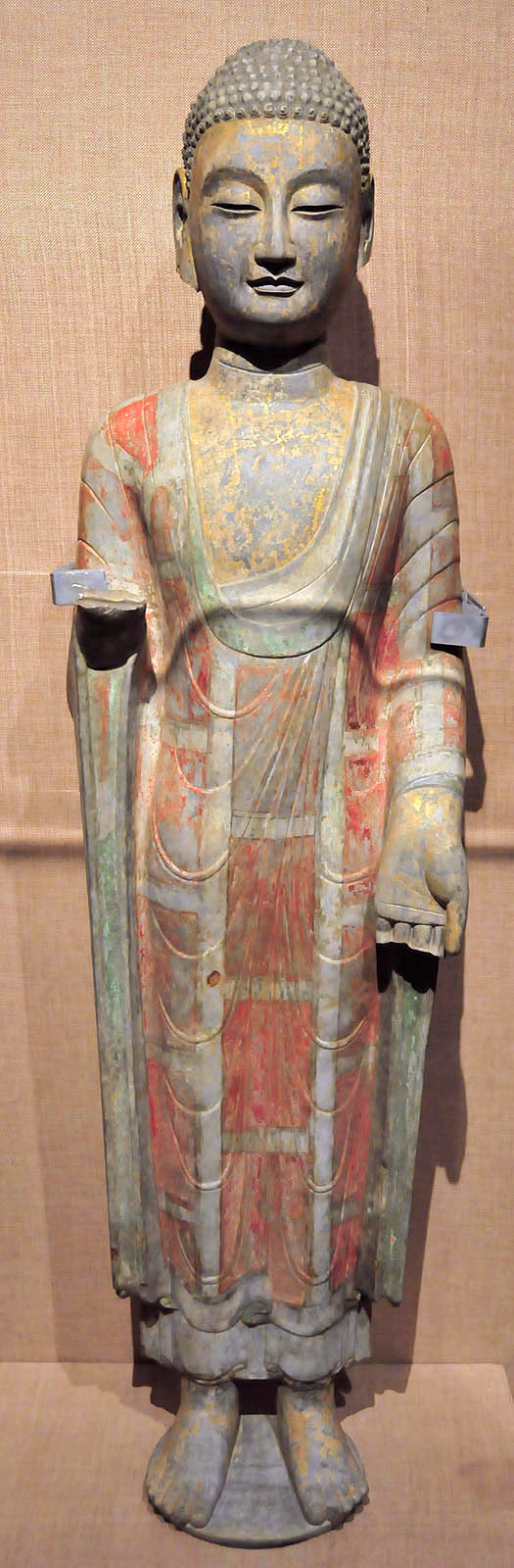
Buddha assiso. Shandong, arenaria con tracce di oro e policromia. Museo della capitale, Pechino.
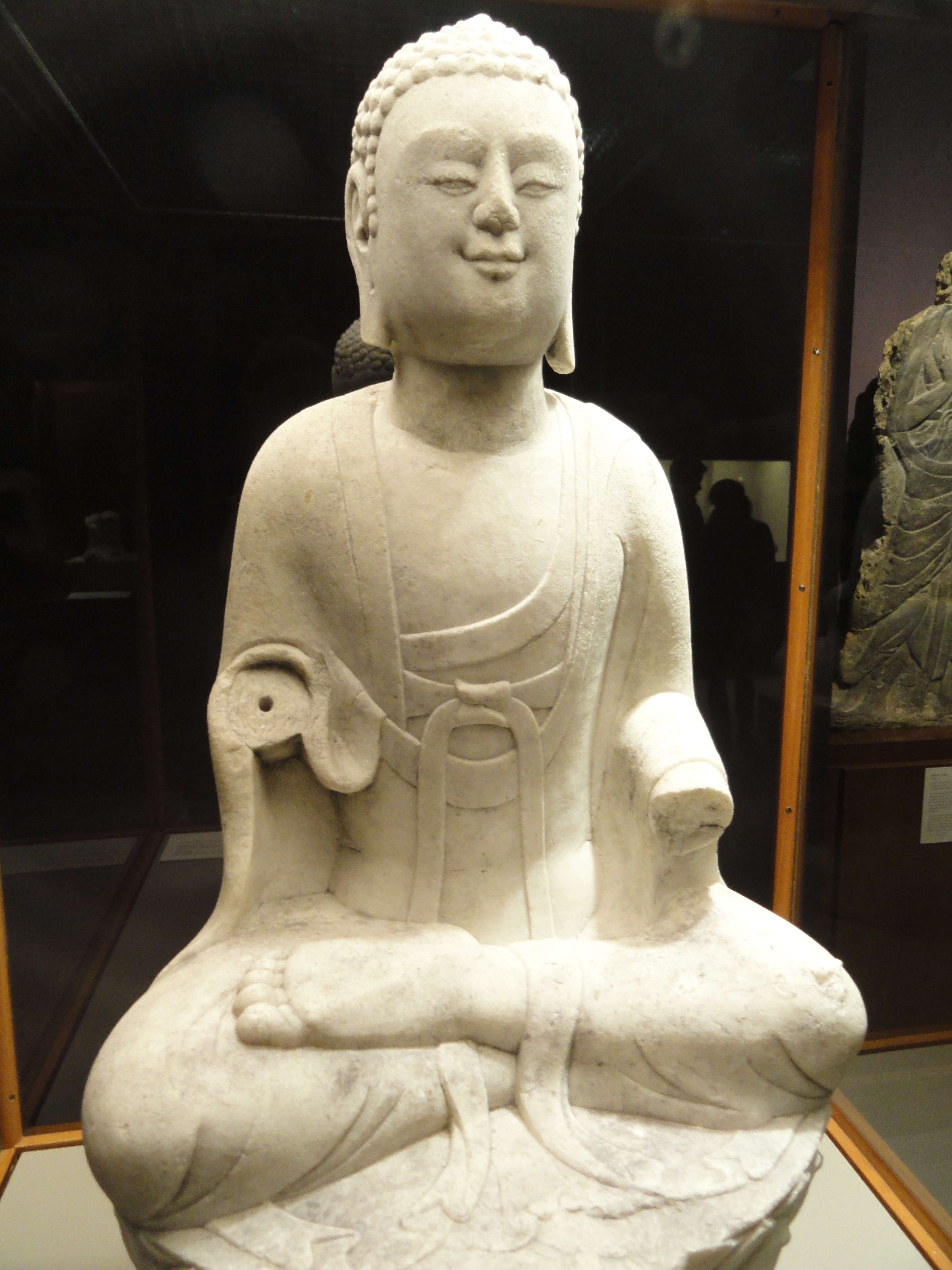
Buddha seduto su un loto. Marmo bianco 63.5 x 27.94 cm. Museo Nelson-Atkins, Kansas City.
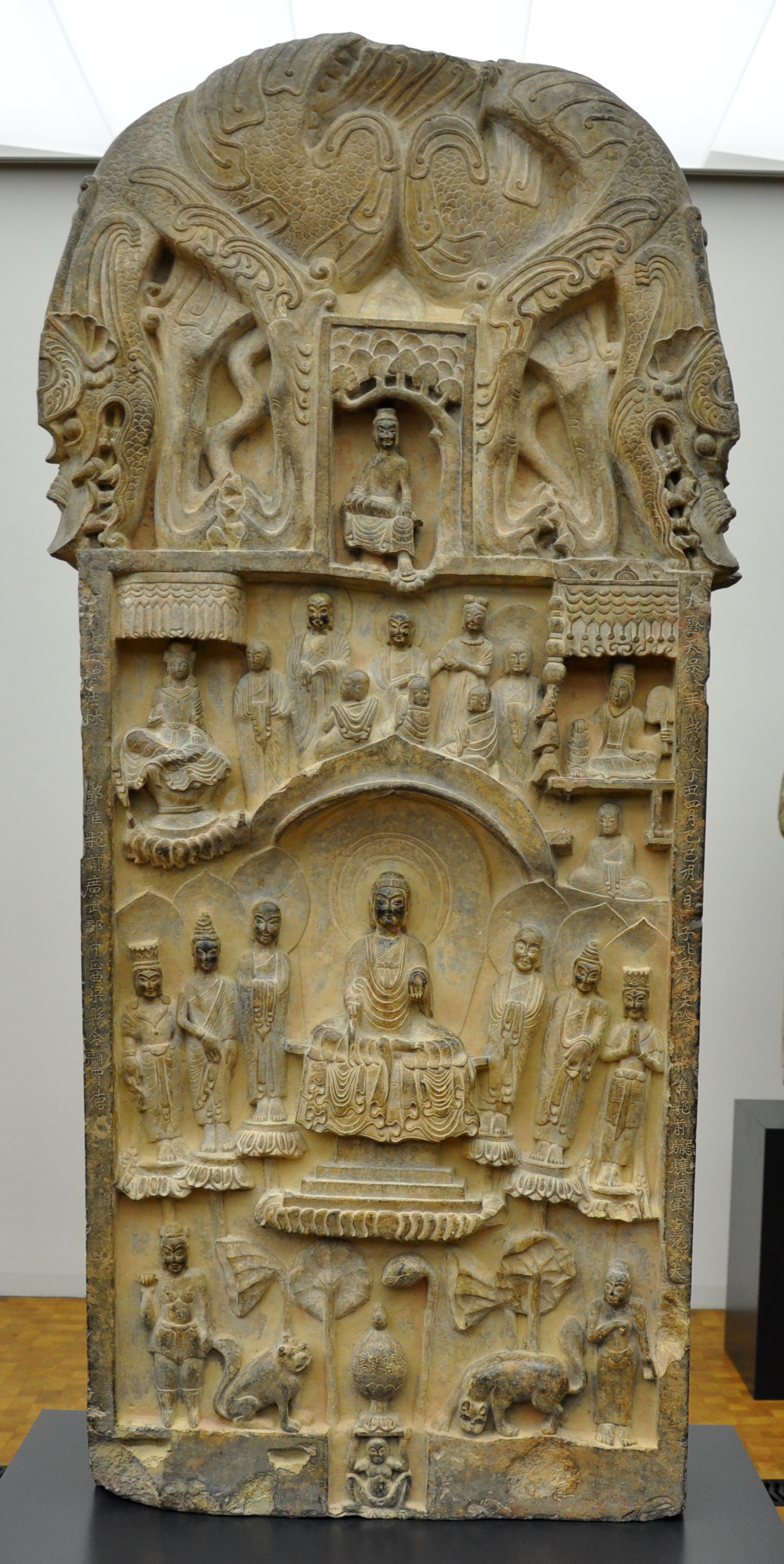
Stele buddista della famiglia Yan. Calcare datato 557. Museo Rietberg, Zurigo.
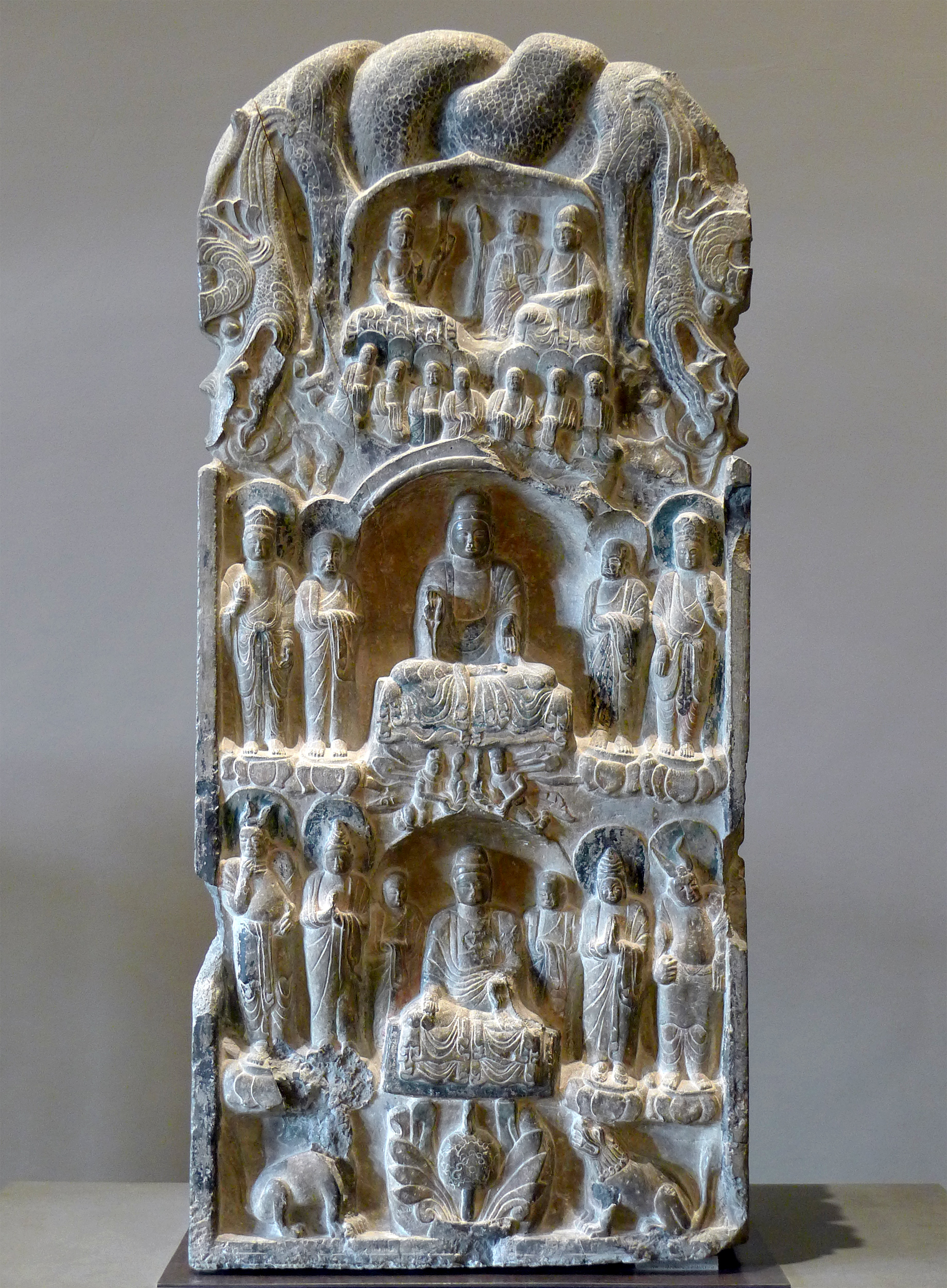
Stele buddista, 560. Museo Cernuschi, Parigi.

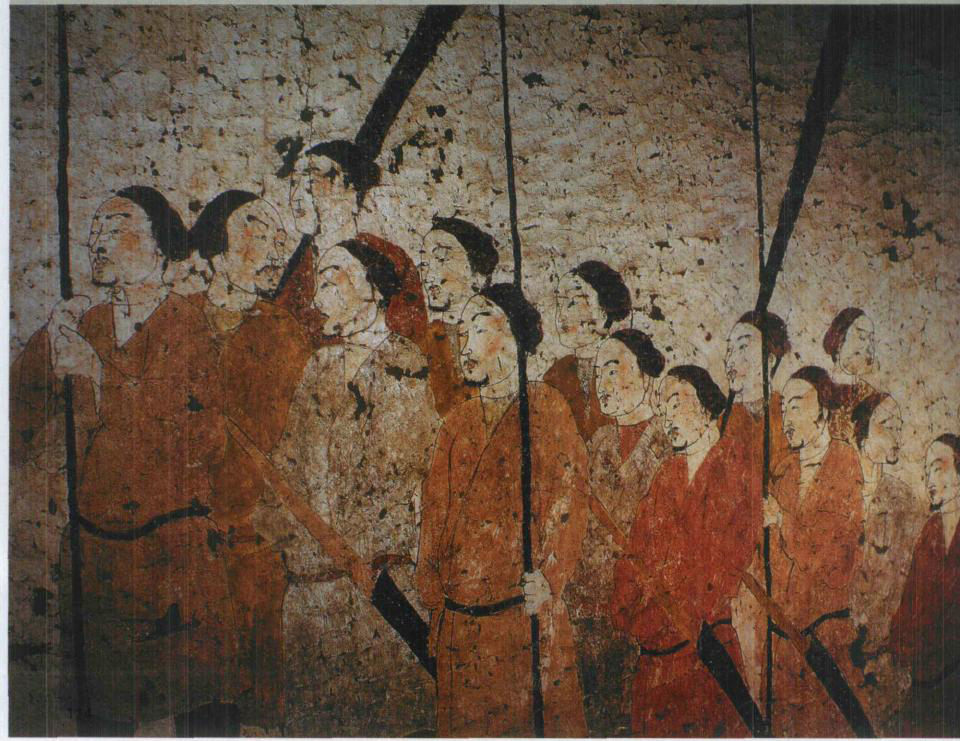
Pittura murale, tomba di Xu Xianxiu. Wang Jiafeng, Distretto di Yingzhou, Anhui.
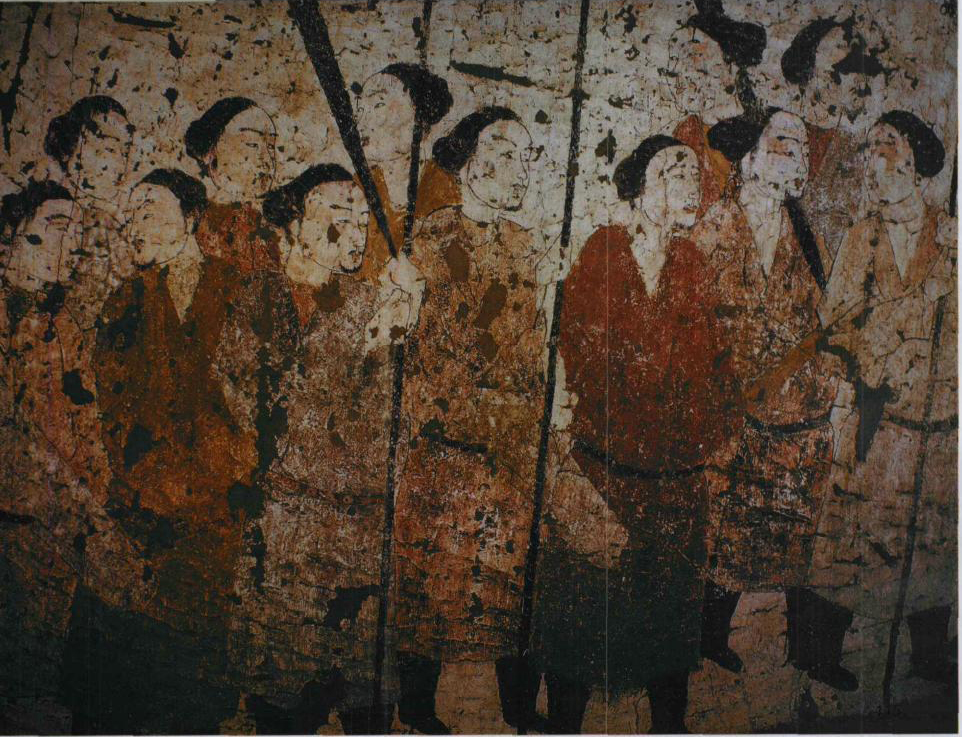
Pittura murale, tomba di Xu Xianxiu.
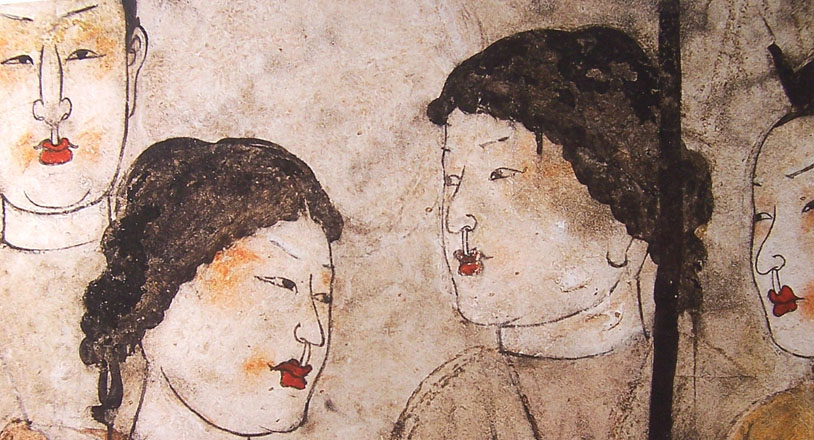
Pittura murale, tomba di Xu Xianxiu.
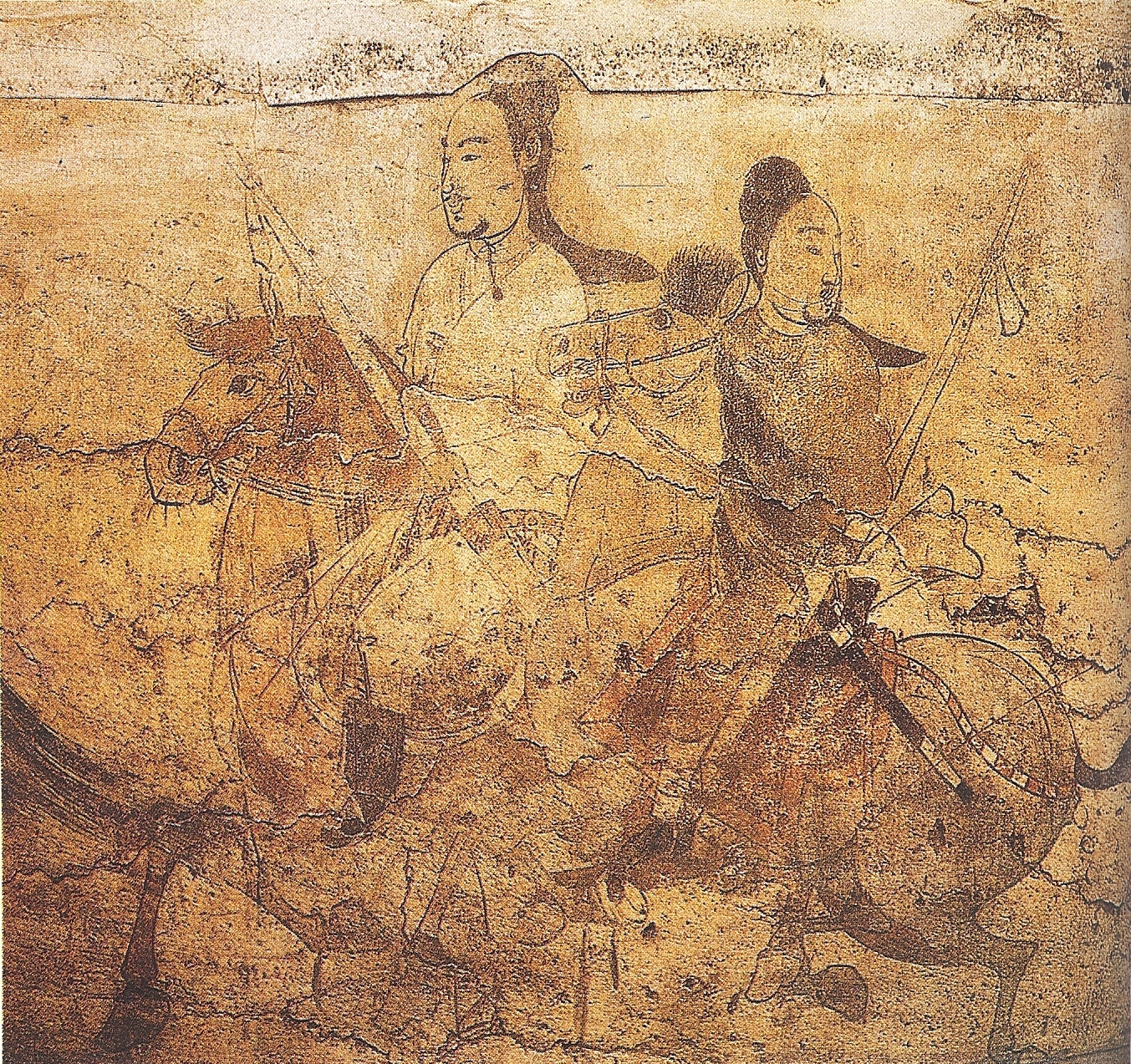
Cavalieri, accèsso alla camera funeraria di Lou Rui, 570. Taiyuan (Shanxi).